# کارت شماری
کارت شماری (انگلیسی: Card counting) یک تکنیک پیشرفته در بازی پوکر است که به بازیکن اجازه می‌دهد تا احتمال ظهور کارت‌های خاص در آینده را تخمین بزند. این کار با ردیابی کارت‌هایی که از بازی خارج شده‌اند و کارت‌هایی که هنوز در دسته کارت باقی مانده‌اند، انجام می‌شود.
در حالی که کارت شماری به‌طور کلی غیرقانونی نیست، اما برخی از کازینوها آن را به عنوان تقلب تلقی می‌کنند و ممکن است بازیکنانی را که مشغول این کار هستند، از بازی منع کنند.
کارت شماری می‌تواند به بازیکن مزیت قابل توجهی بدهد، اما تضمینی برای برد نیست. عوامل دیگری مانند مهارت بازیکن، واریانس بازی، و تصمیم‌گیری‌های سایر بازیکنان نیز بر نتیجه بازی تأثیرگذار هستند.

## طرز کار

### سیستم‌های کارت شماری
روش‌های مختلفی برای کارت شماری وجود دارد، از سیستم‌های ساده تا سیستم‌های پیچیده‌تر. در ساده‌ترین حالت، بازیکنان به هر کارت یک مقدار مثبت یا منفی اختصاص می‌دهند و سپس مجموع این مقادیر را در طول بازی دنبال می‌کنند. هنگامی که مجموع به یک مقدار آستانه‌ای برسد، احتمال اینکه کارت‌های با ارزش بالا در دسته کارت باقی مانده باشد، افزایش می‌یابد.

### مزیت بازیکن
با استفاده از کارت شماری، بازیکن می‌تواند تصمیمات بهتری در مورد شرط‌بندی بگیرد. به عنوان مثال، اگر احتمال ظهور کارت‌های با ارزش بالا زیاد باشد، بازیکن می‌تواند شرط‌بندی‌های بزرگ‌تری انجام دهد.

### قوانین کازینو
بسیاری از کازینوها به دلیل مزیت بزرگی که کارت شماری به بازیکن می‌دهد، آن را ممنوع کرده‌اند. برخی از کازینوها بازیکنانی را که مشغول کارت شماری هستند، شناسایی کرده و از بازی منع می‌کنند.

## سختی کار
- پیچیدگی سیستم‌ها: سیستم‌های کارت شماری پیچیده می‌توانند بسیار دشوار باشند و به حافظه و تمرکز بالایی نیاز دارند.
- تغییر استراتژی کازینوها: کازینوها به‌طور مداوم در حال تغییر قوانین و روش‌های خود برای جلوگیری از کارت شماری هستند.
- فشار روانی: کارت شماری در محیط پرتنش کازینو می‌تواند بسیار استرس‌زا باشد.